# Purdy, Missouri
Purdy är en ort i Barry County i delstaten Missouri, USA.